# Navas de Oro (kommun)
Navas de Oro är en kommun i Spanien.   Den ligger i provinsen Provincia de Segovia och regionen Kastilien och Leon, i den centrala delen av landet, 110 km nordväst om huvudstaden Madrid. Antalet invånare är 1 451.